# Rhys McClenaghan
Rhys McClenaghan, född den 21 juli 1999, är en irländsk gymnast.
Han tog guld i bygelhäst vid världsmästerskapen i artistisk gymnastik år 2022 och 2023. Vid europamästerskapen år 2018, 2023 och 2024 tog han guld i samma gren.